# Franz Gall (Generalleutnant)
Franz Gall (* 2. September 1884 in Trier; † 27. Dezember 1944 in Mestre, Italien) war ein deutscher Generalleutnant im Zweiten Weltkrieg.

## Leben
Franz Gall trat am 3. März 1905 als Fahnenjunker in das Infanterie-Regiment „Prinz Carl“ (4. Großherzoglich Hessisches) Nr. 118 der Preußischen Armee ein und wurde dort am 18. August 1906 mit Patent vom 15. Februar 1905 zum Leutnant befördert. Am 17. Februar 1914 avancierte er zum Oberleutnant. Nach Ausbruch des Ersten Weltkriegs ernannte man ihn am 10. August 1914 zum Adjutanten des I. Bataillons im Reserve-Infanterie-Regiment Nr. 118. In dieser Eigenschaft nahm Gall mit seinem Regiment im Verbund der 49. Reserve-Infanterie-Brigade an der Westfront an den Schlachten bei Neufchâteau und der Marne teil. Von Mitte September 1914 an war Gall für zwei Monate als Ausbilder zum Fahnenjunker-Kursus in Döberitz kommandiert. Anschließend fungierte er als Kompanieführer in dem gerade in Aufstellung befindlichen Reserve-Infanterie-Regiment Nr. 254. Nachdem der Verband mobil gestellt worden war, verlegte Gall im Januar 1915 mit dem Regiment an die Ostfront. Hier kam er u. a. in der Winterschlacht in Masuren zum Einsatz und wurde am 18. Juni 1915 zum Hauptmann befördert. Als solcher war Gall im weiteren Verlauf des Krieges ab Mitte Mai 1917 in verschiedenen Generalstabsverwendungen tätig, zuletzt bei der 117. Infanterie-Division.
Nach Kriegsende war Gall beim Grenzschutz Ost in Oberschlesien und wurde 1919 in die Reichswehr übernommen. Hier fungierte er ab 11. Februar 1920 als Leiter der Verbindungsstelle des Reichswehrministeriums für Oberschlesien bei der Heeres-Friedenskommission. Unter Verleihung des Charakters als Major schied Gall am 31. Dezember 1920 aus dem Militärdienst.
Er nahm daraufhin ein Studium der Nationalökonomie auf und betätigte sich als Referent beim schlesischen Ausschuss in Breslau. Später war er Geschäftsführer, dann Vorstand bei der Berra-Baugesellschaft.
Als L-Offizier und Kommandeur des Wehrbezirkskommandos Rastenburg wurde Gall am 1. Oktober 1933 wieder in der Reichswehr angestellt. Ab 1. Oktober 1934 war er Ausbildungsleiter Lötzen und wurde in dieser Funktion am 5. März 1935 in das E-Offizierkorps übernommen. Dort folgte am 1. April 1938 seine Beförderung zum Oberstleutnant. Nach dem Beginn des Zweiten Weltkriegs ernannte man ihn am 18. September 1939 zum Kommandeur des Landwehr-Infanterie-Regiments 161 und beauftragte Gall gleichzeitig mit der Wahrnehmung der Geschäfte als Kommandant von Lötzen. Daran schlossen sich ab 1. Dezember 1939 verschiedene Generalstabsverwendungen an. Am 25. Oktober 1940 wurde er zum Chef des Generalstabes des Stellvertretenden Generalkommandos des I. Armeekorps in Königsberg ernannt und unter gleichzeitiger Beförderung zum Oberst am 1. April 1941 in den aktiven Truppendienst überführt. Gall wurde am 1. Januar 1943 Generalmajor. Vom 20. Juli bis 5. September 1943 befand er sich in der Führerreserve, war dann kurzzeitig zur Heeresgruppe D kommandiert und wurde am 18. September 1943 zum Kommandeur des Verteidigungsabschnitts Marseille ernannt. In gleicher Eigenschaft befehligte Gall ab 5. Dezember 1943 den Verteidigungsabschnitt Elba. Für seine Leistungen bei der Verteidigung der Insel erhielt Gall am 19. Juni 1944 das Ritterkreuz des Eisernen Kreuzes. Anschließend folgte die Versetzung in die Führerreserve und seine gleichzeitige Kommandierung zum Oberbefehlshaber Südwest als General z. b. V. Kurz nach seiner Ernennung zum Kommandeur des Verteidigungsabschnitts Venedig wurde Gall am 20. August 1944 mit RDA vom 1. Juli 1944 zum Generalleutnant befördert. Als solcher fiel er am 27. Dezember 1944.
Sein Sohn war der Historiker Lothar Gall.